# Luiz Manella
Luiz Fernando Manella Pereira (Londrina, Brasil,1 de fevereiro de 1995) é um ex-patinador artístico brasileiro . Ele foi o segundo patinador a representar o Brasil em competições regulamentadas pela ISU na categoria individual masculina.
Manella chegou a se classificar para a patinação livre por três vezes em grandes competições internacionais: Quatro Continentes de 2012 em Colorado Springs, Colorado, Estados Unidos; Mundial Júnior 2012 em Minsk, Bielo-Rússia; e o Mundial Júnior 2013 em Milão, Itália.
O atleta foi vencedor do prêmio de Melhor Patinador Artístico do ano pelo COB, em 2011.

## Vida pessoal
Luiz se mudou para Miami, nos Estados Unidos, aos oito anos.
Em 2015, ele foi escolhido pelo Comitê Olímpico Brasileiro como embaixador do Brasil nos Jogos de Inverno da Juventude de 2016, em Lillehammer.
Em 2019, Luiz Manella se formou em Administração pela Florida International University.

## Carreira
Luiz Manella começou a patinar aos 12 anos, após ir a passeio a um rink de gelo com amigos. Inicialmente, sua intenção era aprender a patinar para jogar hóquei, porém a patinação artística chamou sua atenção e, em 2008, ele começou os treinos específicos para a modalidade. Em 2009, o jovem chegou a competir no circuito nacional americano.
Em 2010, seu ex-treinador, após conversar com Kevin Alves, também patinador brasileiro, entrou em contato a CBDG, que então convidou Luiz para representar o país no JGP Ostrava. A partir daí, iniciou a carreira internacional como atleta do Brasil.
Manella competiu exclusivamente como júnior até a temporada 2012-13, quando mudou de técnico e passou a focar na tentativa de representar o Brasil nos Jogos Olímpicos de Inverno de 2014. Sua primeira competição internacional como atleta sênior foi o US Classic de 2013, na qual terminou em 10º lugar. No Mundial Júnior de 2013, o patinador conseguiu o melhor resultado histórico para o Brasil ao terminar na 15ª posição. Seu desempenho na temporada até então não lhe conferiu índice classificatório para o Mundial sênior, contudo.
Na temporada 2013-14, competiu na repescagem para classificação olímpica, o Troféu Nebelhorn de 2013. O atleta ficou na 12ª posição, a uma vaga da classificação para as Olimpíadas.
Em 2014, ele deciciu mudar para a categoria de patinação de duplas, inicialmente convidado pela CBDG a testar uma equipe com Karolina Calhoun, também brasileira, plano que não prosseguiu em decorrência de uma lesão da jovem, que migrou para a dança no gelo. Em setembro de 2014, Manella foi convidado a treinar com Hwi Choi, da Coreia do Sul, com o objetivo de formar um time para representar o país-sede nos Jogos Olímpicos de Inverno de 2018. O par era treinado pelo técnico alemão Ingo Steuer, até que uma lesão obrigou Manella a abandonar o esporte.

## Programas
| Temporada | Programa curto                      | Patinação livre                                             |
| --------- | ----------------------------------- | ----------------------------------------------------------- |
| 2013–2014 | - A Day in the Life por The Beatles | - Gladiador por Hans Zimmer                                 |
| 2012–2013 | - Matrix por Don Davis              | - Gladiador por Hans Zimmer                                 |
| 2011–2012 | - Take Five por Paul Desmond        | - Xotica por René Dupéré - Ancient Lands por Ronan Hardiman |

## Resultados
| Internacional                                | Internacional | Internacional | Internacional | Internacional |
| Evento                                       | 2010-11       | 2011-12       | 2012–13       | 2013–14       |
| -------------------------------------------- | ------------- | ------------- | ------------- | ------------- |
| Quatro continentes                           |               | 22º           |               |               |
| Troféu Nebelhorn                             |               |               | 23º           | 12º           |
| US Classic                                   |               |               | 10º           |               |
| Internacional: Júnior                        |               |               |               |               |
| Mundial Júnior                               |               | 16º           | 15º           |               |
| JGP República Tcheca                         | 15º           |               |               |               |
| JGP Itália                                   |               | 7º            |               |               |
| JGP Letônia                                  |               |               |               | WD            |
| JGP = Grande Prêmio Júnior; WD = Desistência |               |               |               |               |